# جاسمين ماثيوز
جاسمين ماثيوز (من مواليد 24 مارس 1993) هي لاعبة كرة قدم إنجليزية محترفة تلعب كمدافعة لصالح نادي ليفربول لكرة القدم للسيدات في دوري السوبر للسيدات ومثلت إنجلترا تحت 17 عامًا وتحت 19 عامًا وتحت 23 عامًا.

## مسيرتها الكروية
وقعت ماثيوز مع نادي بريستول سيتي للسيدات قبل انطلاق موسم دوري كرة القدم للسيدات 2011. وشاركت لأول مرة مع الفريق الأول في مباراة ضد نادي برمنغهام سيتي في 14 أبريل 2011.. شاركت سبع مرات في موسمها الأول مع بريستول. أنهى الفريق الموسم في المركز الخامس. خلال موسم دوري السوبر لكرة القدم للسيدات 2012، شاركت ماثيوز في سبع مباريات وساعدت الفريق على إنهاء الموسم في المركز الرابع.
في عام 2014، لعبت ماثيوز مع بريستول في دوري أبطال أوروبا للسيدات 2014-2015. وكان بريستول الفريق الإنجليزي الوحيد الذي وصل إلى ربع النهائي حيث خرج على يد الفائز في النهاية فرانكفورت. في عام 2015 شاركت في دوري أبطال أوروبا للسيدات 2015-16 للمرة الثانية.
في يوليو 2018، وقّعت ماثيوز مع ليفربول. بعد موسم واحد مع نادي ليفربول، أُعلن في 12 يوليو 2019 أن ماثيوز ستعود إلى بريستول سيتي قبل موسم 2019-20.

## مسيرتها الدولية
مثلت ماثيوز إنجلترا في منتخبات تحت 17 عامًا، وتحت 19 عامًا، وتحت 23 عامًا.

## الإنجازات
؛ بريستول سيتي
- كأس الاتحاد الإنجليزي للسيدات: 2013 (المركز الثاني)

؛ ليفربول
- بطولة الاتحاد الإنجليزي لكرة القدم للسيدات: 2021-22